# Mitteldeutsche Metallwerke Erfurt
Die Mitteldeutsche Metallwerke G.m.b.H. Erfurt war im Rahmen der Aufrüstung der Luftwaffe am 21. Februar 1936 zur Instandsetzung von Militärflugzeugen als Reparaturwerk Josef Jacobs gegründet worden. Gründer war Josef Jacobs, ein mit dem Pour le Mérite ausgezeichneter Pilot des Ersten Weltkrieges und zuvor Direktor bei den Adlerwerken in Frankfurt. Ab Mai 1937 firmierte das Unternehmen aufgrund einer Beteiligung der Luftfahrtkontor G.m.b.H., einer Investitionsgesellschaft des Reichsluftfahrtministeriums, als Reparaturwerk Erfurt G.m.b.H. (REWE).

## Beschreibung

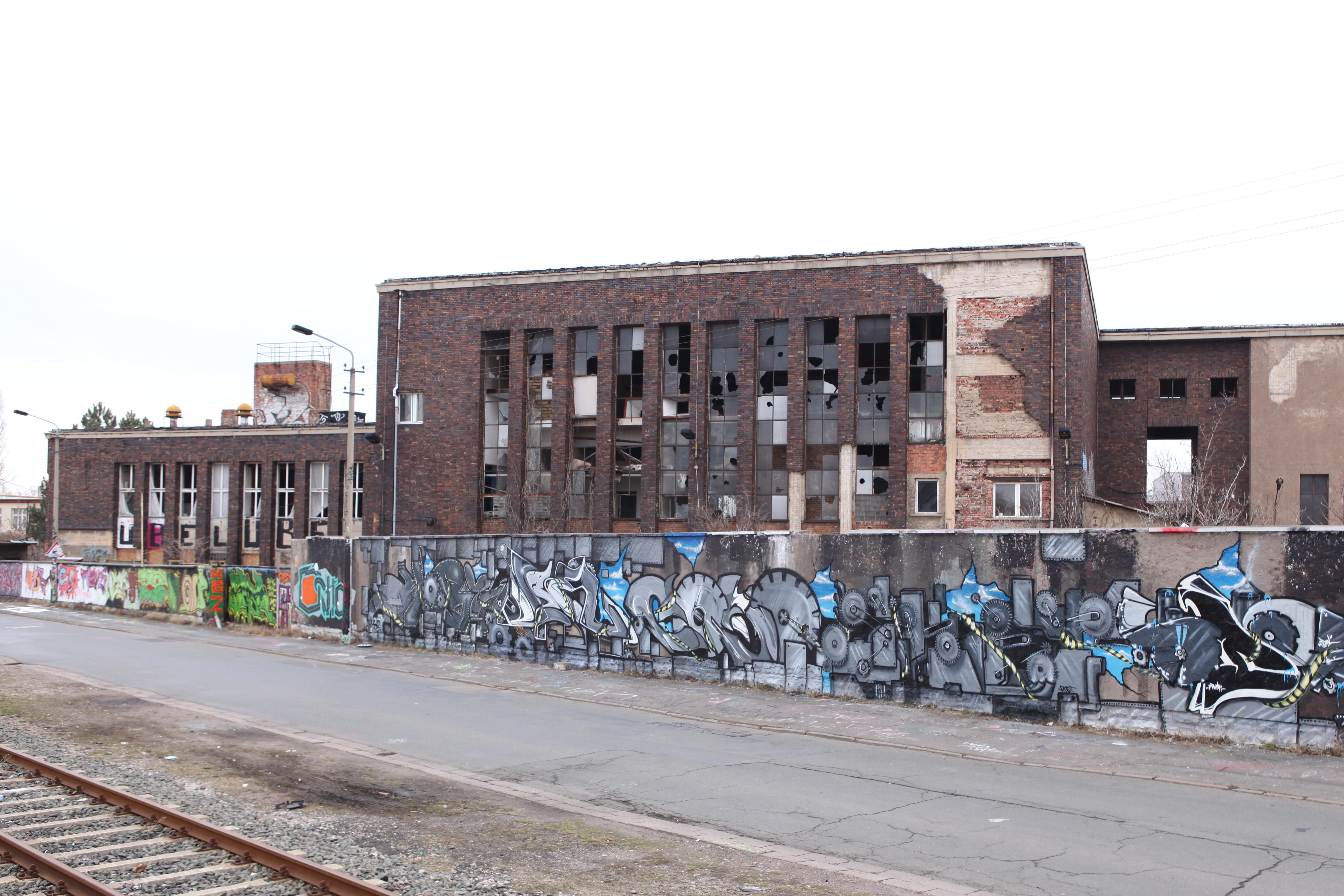
Hohenwindenstraße, Ehemaliges Heizwerk von 1941

Als Werksgelände diente das ehemalige Betriebsgelände der Maschinenfabrik Christian Hagans in Erfurt-Ilversgehofen. In der Anfangszeit wurden vor allem Flugzeuge der Baureihe Heinkel He 111 gewartet und überholt. Später folgten unter anderem auch die Typen Junkers Ju 52 und Junkers Ju 86. Im Oktober 1940 übernahm Albert Kalkert, zuvor als technischer Direktor und  Flugzeugkonstrukteur bei der Gothaer Waggonfabrik tätig, die Leitung des Reparaturwerkes. In den folgenden Jahren wuchs das Unternehmen zu einem Großbetrieb mit bis zu 2600 Beschäftigten, einschließlich Kriegsgefangenen und ausländischen Zwangsarbeitern, im Jahr 1942. Neben der Überholung fand in dem Rüstungsbetrieb zunehmend die Bauteilmontage wie für die Focke-Wulf Fw 190 und Focke-Wulf Ta 152 sowie Produktion von Flugzeugen wie der Focke-Wulf Ta 154 sowie des Lastensegler Kalkert Ka 430 statt. Dazu wurde nördlich der Hohenwindenstraße eine neue große Flugzeugmontagehalle mit einer Länge von 243 Metern und einer Breite von 91 Metern für 3,6 Millionen Reichsmark innerhalb eines Jahres errichtet und im Juni  1942 in Betrieb genommen. Die Halle hatte außerdem mit einer Rollbahn einen Anschluss an den Flughafen Erfurt-Nord.
Im Mai 1944 wurde das Unternehmen in Mitteldeutsche Metallwerke G.m.b.H. Erfurt umbenannt. Am 20. Juli um 11:30 Uhr griff die  USAAF das Werk und den Flughafen mit 134 Bombenflugzeugen vom Typ Consolidated B-24 an. Obwohl unter anderem die große Montagehalle ausbrannte und Bauschäden von 2,6 Millionen Reichsmark entstanden sowie rund 100 Beschäftigte getötet wurden, konnte schon drei Tage später die Fertigung wieder anlaufen.
Am 12. April 1945 besetzten Einheiten der 3. US-Armee das Werk und nahmen bei ihrem Rückzug Ende Juni 1945 unter anderem alle Konstruktionsunterlagen sowie Maschinen und Materialien im Wert von 500.000 Reichsmark mit. Die sowjetische Militäradministration ließ die Werksanlagen demontieren und einen Großteil der Hallen und Gebäude sprengen.
Später entstanden auf dem alten Werksgelände unter anderem die Betriebe VEB Holzbauwerke Erfurt und der auf die Reparatur von elektrischen Maschinen spezialisierte VEB Reparaturwerk „Clara Zetkin“ und das Siemens Generatorenwerk Erfurt.